# Alessandro Comodin
Alessandro Comodin (San Vito al Tagliamento, 1982) è un regista, sceneggiatore e montatore italiano.

## Biografia
Nato nel 1982 a San Vito al Tagliamento (PN), ha studiato lettere a Bologna e cinema a Parigi, quindi all'INSAS di Bruxelles.
Nel 2009 si diploma girando il film Jagdfieber, presentato alla 50ª edizione del Festival dei Popoli e alla "Quinzaine des Réalisateurs" del Festival di Cannes.
Nel 2011 gira il lungometraggio L'Estate di Giacomo, vincendo il Pardo d'oro nella sezione Cineasti del presente al Locarno Film Festival del 2011. Il film si aggiudica anche il Gran Premio della Giuria al Belfort Entrevues International Film Festival 2011, il Premio Speciale allo Split International Festival of New Film 2012: Competition Feature Films e il Centaur Prize al Message to Man International Film Festival 2012.
Nel 2016 realizza I tempi felici verranno presto di cui è anche sceneggiatore e montatore. Il film viene presentato come proiezione speciale nel corso della Settimana internazionale della critica al Festival di Cannes del 2016, vincendo il Beatrice Sartori Award.
Nel 2022 gira Gigi la legge, vincendo il Premio speciale della giuria al Locarno Festival 2022.
Prevista per il 2024 la realizzazione del film Serena.

## Filmografia

### Regista
- La febbre della caccia (Jagdfieber) (2008) - cortometraggio
- L'estate di Giacomo (2011)
- I tempi felici verranno presto (2016)
- Fiori bianchi (2019) - cortometraggio
- Il giardino di Olga (2020)
- Gigi la legge (2022)
- Serena (2024, in lavorazione)

### Sceneggiatore
- La febbre della caccia Jagdfieber (2009)
- L'estate di Giacomo (2011)
- I tempi felici verranno presto (2016)
- Il giardino di Olga (2020)
- Gigi la legge (2022)
- Serena (2024, in lavorazione)